# Garra variabilis
Garra variabilis är en fiskart som först beskrevs av Heckel, 1843.  Garra variabilis ingår i släktet Garra och familjen karpfiskar. Inga underarter finns listade i Catalogue of Life.